# Бразо (река)
Бразо (енгл. Brazeau River) је река у западном делу кандаске провинције Алберта. Истиче из маленог језерца на Стеновитим планинама на надморској висини од 2.240 м и након тока од 210 км улива се у реку Северни Саскачеван као његова највећа лева притока. Ушће се налази на надморској висини од 820 метара, тако да је укупан пад реке 1.420 метара или у просеку 6,8 м/км тока.
Река је добила име по лингвисти Џозефу Бразу, који је за потребе Компаније Хадсоновог залива радио у том подручју у периоду 1852—1864.
У доњем делу тока ове реке изграђена је хидроелектрана снаге 355 MW односно на годишњем нивоу 399.000 MWh што је чини највећом хидроелектраном у провинцији. Градњом бране на реци је формирано истоимено вештачко језеро површине 99 км².